# Kurländische Gesellschaft für Literatur und Kunst
Die Kurländische Gesellschaft für Literatur und Kunst (auch „Kurzemer (kurländische) Gesellschaft für Literatur und Kunst“) war von 1817 bis 1939 eine Vereinigung im Gouvernement Kurland, mit Sitz in Mitau (lettisch Jelgava). 1818 gründete die Gesellschaft das Kurländische Provinzialmuseum, „eines der ältesten kulturhistorischen Museen des Baltikums“, das bis zu seiner Zerstörung 1944 existierte.

## Personen

### Gründungsmitglieder
- Heinrich Christian von Offenberg
- Johann Friedrich von Recke

### Präsidenten
- Eduard Alexander von der Brüggen, von 1869 bis 1876 und 1876 bis 1893
- Rudolph von Hoerner, um 1905[2]
- Wilhelm Schlau, von 1921 bis 1936

### Ehrenmitglieder
- 1883 Graf Iwan Iwanowitsch Tolstoi, Petrograd
- 1891 Eduard Alexander von der Brüggen
- 1896 Gräfin Praskowja Sergejewna Uwarowa, Präsidentin der kaiserlichen archäologischen Gesellschaft in Moskau
- 1896 Richard Hausmann
- 1905 Hermann von Bruiningk
- 1912 Gustav Otto, Mitau

### Korrespondierende Mitglieder
- 1877 Oskar Montelius
- 1895 Wilhelm Neumann
- 1895 A. P. Sapunow, Gymnasiallehrer in Witebsk
- 1895 Karl Woldemar von Löwis of Menar
- 1898 Baron Gustav von Manteuffel, Riga
- 1905 Wolfgang Schlüter
- 1909 Rudolf Winkler
- 1910 Astaf von Transehe-Roseneck
- 1911 Alexander von Tobien,  Riga
- 1912 Nicolaus Busch

### Weitere
- Julius Döring
- Johann Gottlieb Fleischer
- Edmund Carl Julius Krüger
- Leonid Alexandrowitsch Arbusow
- Johann Gotthard Zigra
- Oskar Stavenhagen
- Karl Friedrich Watson
- Gotthard Tobias Tielemann
- Karl Gottlob Sonntag
- Carl Christian Schiemann
- Alexander von Rahden

## Veröffentlichungen
- 1819–1822 Jahresverhandlungen der Kurländischen Gesellschaft für Literatur und Kunst
- 1840–1847 Sendungen der Kurländischen Gesellschaften für Literatur und Kunst
- 1847–1851 Arbeiten der Kurländischen Gesellschaft für Literatur und Kunst
- 1864–1937 Sitzungsberichte der Kurländischen Gesellschaft für Literatur und Kunst und Jahresbericht des Kurländischen Provinzialmuseums
- 1894–1930 Jahrbuch für Genealogie, Heraldik und Sphragistik